# Protopterus
Protopterus is een geslacht van kwastvinnigen uit de  familie van de Afrikaanse longvissen (Protopteridae).

## Soorten
- Protopterus aethiopicus
  - Protopterus aethiopicus aethiopicus Heckel, 1851
  - Protopterus aethiopicus congicus Poll, 1961
  - Protopterus aethiopicus mesmaekersi Poll, 1961
- Protopterus amphibius (Peters, 1844)
- Protopterus annectens (Owen, 1839) – West-Afrikaanse longvis
  - Protopterus annectens annectens (Owen, 1839)
  - Protopterus annectens brieni Poll, 1961
- Protopterus dolloi Boulenger, 1900